# Nuriddin Jamrokulov
Nuriddin Jamrokulov (en ruso: Нуриддин Хамрокулов ,(en persa: ‌ نورالدین احمدویچ هامروکولوف‎), Qurghonteppa, Tayikistán, 25 de octubre de 1999) es un futbolista de Tayikistán que juega en la posición de delantero con el Regar-TadAZ de la Tajik League.

## Carrera

### Club
| Periodo   | Club                   |
| --------- | ---------------------- |
| 2016-2018 | Barkchi                |
| 2019-2022 | FC Khatlon             |
| 2023–     | Regar-TadAZ Tursunzoda |

### Selección nacional
Khamrokulov debutó con Tayikistán el 24 de mayo de 2021 entrando de cambio al minuto 59 por Parvizdzhon Umarbayev en un partido ante Irak. Su primer gol internacional lo anotó en 11 de junio de 2023 en el empate 1-1 ante Turkmenistán en Taskent en la Copa de Naciones CAFA 2023.

## Logros
- King's Cup: 2022[2]
- Merdeka Tournament: 2023